# L'amante di tutte
L'amante di tutte és una òpera en tres actes composta per Baldassare Galuppi sobre un llibret italià d'Antonio Galuppi, fill del compositor. S'estrenà al Teatro San Moisè de Venècia el 15 de novembre de 1760.
A Catalunya s'estrenà el novembre de 1762 al Teatre de la Santa Creu de Barcelona.